# 24 Horas de Le Mans 2016
Las 24 Horas de Le Mans 2016 fueron la edición número 84 del evento automovilístico de resistencia se disputó entre el 18 y 19 de junio del mismo año en el Circuito de Le Sarthe, Le Mans, Francia. El evento fue organizado por el Automobile Club de l'Ouest, y fue la tercera ronda de la temporada 2016 del Campeonato Mundial de Resistencia.

## Clasificación
Las pole positions provisionales de cada categoría están marcadas en negrita. La vuelta más rápida conseguida por cada equipo están marcados con un fondo gris.
Los tiempos del tercer día no se incluyen debido a que muchos equipos no marcaron un tiempo, y ninguno mejoró su tiempo.
| Pos. | Categoría | N.° | Escudería                  | Clasificación 1 | Clasificación 2 | Dif.    | Parrilla |
| ---- | --------- | --- | -------------------------- | --------------- | --------------- | ------- | -------- |
| 1    | LMP1      | 2   | Porsche Team               | 3:19.733        | 3:25.511        |         | 1        |
| 2    | LMP1      | 1   | Porsche Team               | 3:20.203        | 3:23.307        | +0.470  | 2        |
| 3    | LMP1      | 6   | Toyota Gazoo Racing        | 3:20.737        | 3:25.899        | +1.004  | 3        |
| 4    | LMP1      | 5   | Toyota Gazoo Racing        | 3:21.903        | 3:24.399        | +2.170  | 4        |
| 5    | LMP1      | 7   | Audi Sport Team Joest      | 3:22.780        | 3:45.468        | +3.047  | 5        |
| 6    | LMP1      | 8   | Audi Sport Team Joest      | 3:22.823        | 3:26.680        | +3.090  | 6        |
| 7    | LMP1      | 13  | Rebellion Racing           | 3:26.586        | 3:30.010        | +6.853  | 7        |
| 8    | LMP1      | 12  | Rebellion Racing           | 3:27.348        | 3:27.573        | +7.615  | 8        |
| 9    | LMP1      | 4   | ByKolles Racing Team       | Sin tiempo      | 3:34.168        | +14.435 | 54       |
| 10   | LMP2      | 26  | G-Drive Racing             | 3:36.605        | 4:04.887        | +16.872 | 9        |
| 11   | LMP2      | 35  | Baxi DC Racing Alpine      | 3:37.175        | 3:39.559        | +17.442 | 10       |
| 12   | LMP2      | 36  | Signatech Alpine           | 3:37.225        | 3:40.895        | +17.492 | 11       |
| 13   | LMP2      | 44  | Manor                      | 3:38.037        | Sin tiempo      | +18.304 | 12       |
| 14   | LMP2      | 49  | Michael Shank Racing       | 3:38.837        | 3:51.759        | +19.104 | 13       |
| 15   | LMP2      | 31  | Extreme Speed Motorsports  | 3:39.366        | 3:40.436        | +19.633 | 14       |
| 16   | LMP2      | 46  | Thiriet by TDS Racing      | 3:39.375        | 3:40.611        | +19.642 | 15       |
| 17   | LMP2      | 42  | Strakka Racing             | 3:39.394        | 3:44.142        | +19.661 | 16       |
| 18   | LMP2      | 47  | KCMG                       | 3:39.436        | 3:39.562        | +19.703 | 17       |
| 19   | LMP2      | 23  | Panis Barthez Compétition  | 3:39.470        | 3:45.018        | +19.737 | 18       |
| 20   | LMP2      | 33  | Eurasia Motorsport         | 3:40.631        | 4:14.491        | +20.898 | 19       |
| 21   | LMP2      | 38  | G-Drive Racing             | 3:40.685        | 4:01.981        | +20.952 | 20       |
| 22   | LMP2      | 43  | RGR Sport by Morand        | 3:40.899        | 3:44.198        | +21.166 | 21       |
| 23   | LMP2      | 27  | SMP Racing                 | 3:41.132        | 3:41.457        | +21.399 | 55       |
| 24   | LMP2      | 28  | Pegasus Racing             | 3:42.049        | 3:41.285        | +21.552 | 56       |
| 25   | LMP2      | 30  | Extreme Speed Motorsports  | 3:41.406        | 4:14.456        | +21.673 | 57       |
| 26   | LMP2      | 37  | SMP Racing                 | 3:42.147        | 3:41.776        | +22.043 | 22       |
| 27   | LMP2      | 25  | Algarve Pro Racing         | 3:44.185        | 3:42.088        | +22.355 | 23       |
| 28   | LMP2      | 41  | Greaves Motorsport         | 3:43.915        | 3:42.570        | +22.837 | 24       |
| 29   | LMP2      | 48  | Murphy Prototypes          | 3:43.508        | 3:45.067        | +23.775 | 25       |
| 30   | LMP2      | 34  | Race Performance           | 3:43.590        | 3:45.711        | +23.857 | 26       |
| 31   | LMP2      | 22  | SO24! by Lombard Racing    | 3:48.585        | 3:44.347        | +24.614 | 58       |
| 32   | CDNT      | 84  | SRT41 by OAK Racing        | 3:45.178        | 4:01.607        | +25.445 | 27       |
| 33   | LMP2      | 40  | Krohn Racing               | 3:45.213        | 3:45.978        | +25.480 | 59       |
| 34   | LMGTE Pro | 68  | Ford Chip Ganassi Team USA | 3:51.185        | 3:53.672        | +31.452 | 28       |
| 35   | LMGTE Pro | 69  | Ford Chip Ganassi Team USA | 3:51.497        | 3:53.603        | +31.764 | 29       |
| 36   | LMGTE Pro | 51  | AF Corse                   | 3:51.568        | 3:53.218        | +31.835 | 30       |
| 37   | LMGTE Pro | 67  | Ford Chip Ganassi Team UK  | 3:51.590        | 3:55.750        | +31.857 | 31       |
| 38   | LMGTE Pro | 66  | Ford Chip Ganassi Team UK  | 3:52.038        | 3:58.358        | +32.305 | 32       |
| 39   | LMGTE Pro | 71  | AF Corse                   | 3:52.508        | 3:55.066        | +32.775 | 33       |
| 40   | LMGTE Pro | 82  | Risi Competizione          | 3:53.176        | 3:55.032        | +33.443 | 34       |
| 41   | LMGTE Pro | 92  | Porsche Motorsport         | 3:54.918        | 3:57.128        | +35.185 | 35       |
| 42   | LMGTE Pro | 95  | Aston Martin Racing        | 3:55.261        | Sin tiempo      | +35.528 | 36       |
| 43   | LMGTE Pro | 91  | Porsche Motorsport         | 3:55.332        | 3:56.792        | +35.599 | 37       |
| 44   | LMGTE Pro | 97  | Aston Martin Racing        | 3:55.380        | Sin tiempo      | +35.647 | 38       |
| 45   | LMGTE Pro | 77  | Dempsey-Proton Racing      | 3:55.426        | 3:57.082        | +35.693 | 39       |
| 46   | LMGTE Pro | 64  | Corvette Racing-GM         | 3:55.848        | 3:58.493        | +36.115 | 40       |
| 47   | LMGTE Am  | 61  | Clearwater Racing          | 3:56.827        | 4:06.801        | +37.094 | 41       |
| 48   | LMGTE Am  | 98  | Aston Martin Racing        | 3:57.198        | Sin tiempo      | +37.465 | 42       |
| 49   | LMGTE Am  | 88  | Abu Dhabi-Proton Racing    | 3:59.861        | 3:57.513        | +37.780 | 43       |
| 50   | LMGTE Am  | 55  | AF Corse                   | 3:57.596        | 3:59.469        | +37.863 | 44       |
| 51   | LMGTE Am  | 83  | AF Corse                   | 3:57.742        | 4:03.676        | +38.009 | 45       |
| 52   | LMGTE Pro | 63  | Corvette Racing-GM         | 3:57.967        | 3:59.268        | +38.234 | 60       |
| 53   | LMGTE Am  | 50  | Larbre Compétition         | 3:58.018        | 4:27.530        | +38.285 | 46       |
| 54   | LMGTE Am  | 60  | Formula Racing             | 3:58.760        | 4:03.851        | +39.027 | 47       |
| 55   | LMGTE Am  | 78  | KCMG                       | 3:59.245        | 3:59.034        | +39.301 | 48       |
| 56   | LMGTE Am  | 62  | Scuderia Corsa             | 4:00.008        | 4:05.643        | +40.275 | 49       |
| 57   | LMGTE Am  | 89  | Proton Competition         | 4:01.215        | 4:00.107        | +40.374 | 50       |
| 58   | LMGTE Am  | 86  | Gulf Racing                | 4:01.046        | 4:09.283        | +41.313 | 51       |
| 59   | LMGTE Am  | 57  | Team AAI                   | 4:02.326        | 4:05.822        | +42.593 | 52       |
| 60   | LMGTE Am  | 99  | Aston Martin Racing        | 4:03.148        | Sin tiempo      | +43.415 | 53       |

## Carrera
| Pos | Clase                  | N.º | Equipo                     | Pilotos                                                 | Chasis                         | Neu. | Vueltas | Tiempo/Retirado         |
| Pos | Clase                  | N.º | Equipo                     | Pilotos                                                 | Motor                          | Neu. | Vueltas | Tiempo/Retirado         |
| --- | ---------------------- | --- | -------------------------- | ------------------------------------------------------- | ------------------------------ | ---- | ------- | ----------------------- |
| 1   | LMP1                   | 2   | Porsche Team               | Marc Lieb Romain Dumas Neel Jani                        | Porsche 919 Hybrid             | M    | 384     | 24:00:38.449            |
| 1   | LMP1                   | 2   | Porsche Team               | Marc Lieb Romain Dumas Neel Jani                        | Porsche 2.0 L Turbo V4         | M    | 384     | 24:00:38.449            |
| 2   | LMP1                   | 6   | Toyota Gazoo Racing        | Stéphane Sarrazin Mike Conway Kamui Kobayashi           | Toyota TS050 Hybrid            | M    | 381     | +3 vueltas              |
| 2   | LMP1                   | 6   | Toyota Gazoo Racing        | Stéphane Sarrazin Mike Conway Kamui Kobayashi           | Toyota 2.4 L Turbo V6          | M    | 381     | +3 vueltas              |
| 3   | LMP1                   | 8   | Audi Sport Team Joest      | Loïc Duval Lucas di Grassi Oliver Jarvis                | Audi R18                       | M    | 372     | +12 vueltas             |
| 3   | LMP1                   | 8   | Audi Sport Team Joest      | Loïc Duval Lucas di Grassi Oliver Jarvis                | Audi TDI 4.0 L Turbo Diesel V6 | M    | 372     | +12 vueltas             |
| 4   | LMP1                   | 7   | Audi Sport Team Joest      | André Lotterer Marcel Fässler Benoît Tréluyer           | Audi R18                       | M    | 367     | +17 vueltas             |
| 4   | LMP1                   | 7   | Audi Sport Team Joest      | André Lotterer Marcel Fässler Benoît Tréluyer           | Audi TDI 4.0 L Turbo Diesel V6 | M    | 367     | +17 vueltas             |
| 5   | LMP2                   | 36  | Signatech Alpine           | Nicolas Lapierre Gustavo Menezes Stéphane Richelmi      | Alpine A460                    | D    | 357     | +27 vueltas             |
| 5   | LMP2                   | 36  | Signatech Alpine           | Nicolas Lapierre Gustavo Menezes Stéphane Richelmi      | Nissan VK45DE 4.5 L V8         | D    | 357     | +27 vueltas             |
| 6   | LMP2                   | 26  | G-Drive Racing             | Roman Rusinov Will Stevens René Rast                    | Oreca 05                       | D    | 357     | +27 vueltas             |
| 6   | LMP2                   | 26  | G-Drive Racing             | Roman Rusinov Will Stevens René Rast                    | Nissan VK45DE 4.5 L V8         | D    | 357     | +27 vueltas             |
| 7   | LMP2                   | 37  | SMP Racing                 | Vitaly Petrov Viktor Shaytar Kirill Ladygin             | BR Engineering BR01            | D    | 353     | +31 vueltas             |
| 7   | LMP2                   | 37  | SMP Racing                 | Vitaly Petrov Viktor Shaytar Kirill Ladygin             | Nissan VK45DE 4.5 L V8         | D    | 353     | +31 vueltas             |
| 8   | LMP2                   | 42  | Strakka Racing             | Nick Leventis Jonny Kane Danny Watts                    | Gibson 015S                    | D    | 351     | +33 vueltas             |
| 8   | LMP2                   | 42  | Strakka Racing             | Nick Leventis Jonny Kane Danny Watts                    | Nissan VK45DE 4.5 L V8         | D    | 351     | +33 vueltas             |
| 9   | LMP2                   | 33  | Eurasia Motorsport         | Pu Jun Jin Tristan Gommendy Nick de Bruijn              | Oreca 05                       | D    | 348     | +37 vueltas             |
| 9   | LMP2                   | 33  | Eurasia Motorsport         | Pu Jun Jin Tristan Gommendy Nick de Bruijn              | Nissan VK45DE 4.5 L V8         | D    | 348     | +37 vueltas             |
| 10  | LMP2                   | 41  | Greaves Motorsport         | Memo Rojas Julien Canal Nathanaël Berthon               | Ligier JS P2                   | D    | 348     | +37 vueltas             |
| 10  | LMP2                   | 41  | Greaves Motorsport         | Memo Rojas Julien Canal Nathanaël Berthon               | Nissan VK45DE 4.5 L V8         | D    | 348     | +37 vueltas             |
| 11  | LMP2                   | 27  | SMP Racing                 | Nicolas Minassian Maurizio Mediani Mikhail Aleshin      | BR Engineering BR01            | D    | 347     | +37 vueltas             |
| 11  | LMP2                   | 27  | SMP Racing                 | Nicolas Minassian Maurizio Mediani Mikhail Aleshin      | Nissan VK45DE 4.5 L V8         | D    | 347     | +37 vueltas             |
| 12  | LMP2                   | 23  | Panis-Barthez Compétition  | Fabien Barthez Timothé Buret Paul-Loup Chatin           | Ligier JS P2                   | M    | 347     | +37 vueltas             |
| 12  | LMP2                   | 23  | Panis-Barthez Compétition  | Fabien Barthez Timothé Buret Paul-Loup Chatin           | Nissan VK45DE 4.5 L V8         | M    | 347     | +37 vueltas             |
| 13  | LMP1                   | 1   | Porsche Team               | Timo Bernhard Brendon Hartley Mark Webber               | Porsche 919 Hybrid             | M    | 346     | +38 vueltas             |
| 13  | LMP1                   | 1   | Porsche Team               | Timo Bernhard Brendon Hartley Mark Webber               | Porsche 2.0 L Turbo V4         | M    | 346     | +38 vueltas             |
| 14  | LMP2                   | 49  | Michael Shank Racing       | John Pew Oswaldo Negri Jr. Laurens Vanthoor             | Ligier JS P2                   | D    | 345     | +39 vueltas             |
| 14  | LMP2                   | 49  | Michael Shank Racing       | John Pew Oswaldo Negri Jr. Laurens Vanthoor             | Honda HR28TT 2.8 L Turbo V6    | D    | 345     | +39 vueltas             |
| 15  | LMP2                   | 43  | RGR Sport by Morand        | Ricardo González Filipe Albuquerque Bruno Senna         | Ligier JS P2                   | D    | 344     | +40 vueltas             |
| 15  | LMP2                   | 43  | RGR Sport by Morand        | Ricardo González Filipe Albuquerque Bruno Senna         | Nissan VK45DE 4.5 L V8         | D    | 344     | +40 vueltas             |
| 16  | LMP2                   | 30  | Extreme Speed Motorsports  | Scott Sharp Ed Brown Johannes van Overbeek              | Ligier JS P2                   | D    | 341     | +43 vueltas             |
| 16  | LMP2                   | 30  | Extreme Speed Motorsports  | Scott Sharp Ed Brown Johannes van Overbeek              | Nissan VK45DE 4.5 L V8         | D    | 341     | +43 vueltas             |
| 17  | LMP2                   | 25  | Algarve Pro Racing         | Michael Munemann Chris Hoy Andrea Pizzitola             | Ligier JS P2                   | D    | 341     | +43 vueltas             |
| 17  | LMP2                   | 25  | Algarve Pro Racing         | Michael Munemann Chris Hoy Andrea Pizzitola             | Nissan VK45DE 4.5 L V8         | D    | 341     | +43 vueltas             |
| 18  | LMGTE Pro              | 68  | Ford Chip Ganassi Team USA | Joey Hand Dirk Müller Sébastien Bourdais                | Ford GT                        | M    | 340     | +44 vueltas             |
| 18  | LMGTE Pro              | 68  | Ford Chip Ganassi Team USA | Joey Hand Dirk Müller Sébastien Bourdais                | Ford EcoBoost 3.5 L Turbo V6   | M    | 340     | +44 vueltas             |
| 19  | LMGTE Pro              | 82  | Risi Competizione          | Giancarlo Fisichella Matteo Malucelli Toni Vilander     | Ferrari 488 GTE                | M    | 340     | +44 vueltas             |
| 19  | LMGTE Pro              | 82  | Risi Competizione          | Giancarlo Fisichella Matteo Malucelli Toni Vilander     | Ferrari F154CB 3.9 L Turbo V8  | M    | 340     | +44 vueltas             |
| 20  | LMGTE Pro              | 69  | Ford Chip Ganassi Team USA | Ryan Briscoe Richard Westbrook Scott Dixon              | Ford GT                        | M    | 340     | +44 vueltas             |
| 20  | LMGTE Pro              | 69  | Ford Chip Ganassi Team USA | Ryan Briscoe Richard Westbrook Scott Dixon              | Ford EcoBoost 3.5 L Turbo V6   | M    | 340     | +44 vueltas             |
| 21  | LMGTE Pro              | 66  | Ford Chip Ganassi Team UK  | Olivier Pla Stefan Mücke Billy Johnson                  | Ford GT MK.II                  | M    | 339     | +45 vueltas             |
| 21  | LMGTE Pro              | 66  | Ford Chip Ganassi Team UK  | Olivier Pla Stefan Mücke Billy Johnson                  | Ford EcoBoost 3.5 L Turbo V6   | M    | 339     | +45 vueltas             |
| 22  | LMP2                   | 40  | Krohn Racing               | Tracy Krohn Niclas Jönsson João Barbosa                 | Ligier JS P2                   | M    | 338     | +47 vueltas             |
| 22  | LMP2                   | 40  | Krohn Racing               | Tracy Krohn Niclas Jönsson João Barbosa                 | Nissan VK45DE 4.5 L V8         | M    | 338     | +47 vueltas             |
| 23  | LMGTE Pro              | 95  | Aston Martin Racing        | Nicki Thiim Marco Sørensen Darren Turner                | Aston Martin V8 Vantage GTE    | D    | 338     | +47 vueltas             |
| 23  | LMGTE Pro              | 95  | Aston Martin Racing        | Nicki Thiim Marco Sørensen Darren Turner                | Aston Martin 4.5 L V8          | D    | 338     | +47 vueltas             |
| 24  | LMGTE Pro              | 97  | Aston Martin Racing        | Fernando Rees Jonathan Adam Richie Stanaway             | Aston Martin V8 Vantage GTE    | D    | 337     | +47 vueltas             |
| 24  | LMGTE Pro              | 97  | Aston Martin Racing        | Fernando Rees Jonathan Adam Richie Stanaway             | Aston Martin 4.5 L V8          | D    | 337     | +47 vueltas             |
| 25  | LMGTE Pro              | 63  | Corvette Racing – GM       | Jan Magnussen Antonio García Ricky Taylor               | Chevrolet Corvette C7.R        | M    | 336     | +48 vueltas             |
| 25  | LMGTE Pro              | 63  | Corvette Racing – GM       | Jan Magnussen Antonio García Ricky Taylor               | Chevrolet LT5.5 5.5 L V8       | M    | 336     | +48 vueltas             |
| 26  | LMGTE Am               | 62  | Scuderia Corsa             | Bill Sweedler Townsend Bell Jeff Segal                  | Ferrari 458 Italia GT2         | M    | 331     | +53 vueltas             |
| 26  | LMGTE Am               | 62  | Scuderia Corsa             | Bill Sweedler Townsend Bell Jeff Segal                  | Ferrari F136GT 4.5 L V8        | M    | 331     | +53 vueltas             |
| 27  | LMGTE Am               | 83  | AF Corse                   | François Perrodo Emmanuel Collard Rui Águas             | Ferrari 458 Italia GT2         | M    | 331     | +53 vueltas             |
| 27  | LMGTE Am               | 83  | AF Corse                   | François Perrodo Emmanuel Collard Rui Águas             | Ferrari F136GT 4.5 L V8        | M    | 331     | +53 vueltas             |
| 28  | LMGTE Am               | 88  | Abu Dhabi-Proton Racing    | Khaled Al Qubaisi Patrick Long David Heinemeier Hansson | Porsche 911 RSR                | M    | 330     | +54 vueltas             |
| 28  | LMGTE Am               | 88  | Abu Dhabi-Proton Racing    | Khaled Al Qubaisi Patrick Long David Heinemeier Hansson | Porsche 4.0 L Flat-6           | M    | 330     | +54 vueltas             |
| 29  | LMP1                   | 12  | Rebellion Racing           | Nicolas Prost Nick Heidfeld Nelson Piquet Jr.           | Rebellion R-One                | D    | 330     | +54 vueltas             |
| 29  | LMP1                   | 12  | Rebellion Racing           | Nicolas Prost Nick Heidfeld Nelson Piquet Jr.           | AER P60 2.4 L Turbo V6         | D    | 330     | +54 vueltas             |
| 30  | LMGTE Am               | 61  | Clearwater Racing          | Weng Sun Mok Rob Bell Keita Sawa                        | Ferrari 458 Italia GT2         | M    | 329     | +55 vueltas             |
| 30  | LMGTE Am               | 61  | Clearwater Racing          | Weng Sun Mok Rob Bell Keita Sawa                        | Ferrari F136GT 4.5 L V8        | M    | 329     | +55 vueltas             |
| 31  | LMGTE Pro              | 77  | Dempsey-Proton Racing      | Richard Lietz Philipp Eng Michael Christensen           | Porsche 911 RSR                | M    | 329     | +55 vueltas             |
| 31  | LMGTE Pro              | 77  | Dempsey-Proton Racing      | Richard Lietz Philipp Eng Michael Christensen           | Porsche 4.0 L Flat-6           | M    | 329     | +55 vueltas             |
| 32  | LMP2                   | 22  | SO24! by Lombard Racing    | Vincent Capillaire Erik Maris Jonathan Coleman          | Ligier JS P2                   | D    | 328     | +56 vueltas             |
| 32  | LMP2                   | 22  | SO24! by Lombard Racing    | Vincent Capillaire Erik Maris Jonathan Coleman          | Judd HK 3.6 L V8               | D    | 328     | +56 vueltas             |
| 33  | LMGTE Am               | 86  | Gulf Racing                | Mike Wainwright Adam Carroll Ben Barker                 | Porsche 911 RSR                | M    | 328     | +56 vueltas             |
| 33  | LMGTE Am               | 86  | Gulf Racing                | Mike Wainwright Adam Carroll Ben Barker                 | Porsche 4.0 L Flat-6           | M    | 328     | +56 vueltas             |
| 34  | LMP2                   | 48  | Murphy Prototypes          | Ben Keating Marc Goossens Jeroen Bleekemolen            | Oreca 03R                      | D    | 323     | +61 vueltas             |
| 34  | LMP2                   | 48  | Murphy Prototypes          | Ben Keating Marc Goossens Jeroen Bleekemolen            | Nissan VK45DE 4.5 L V8         | D    | 323     | +61 vueltas             |
| 35  | LMGTE Am               | 60  | Formula Racing             | Johnny Laursen Christina Nielsen Mikkel Mac             | Ferrari 458 Italia GT2         | M    | 319     | +65 vueltas             |
| 35  | LMGTE Am               | 60  | Formula Racing             | Johnny Laursen Christina Nielsen Mikkel Mac             | Ferrari F136GT 4.5 L V8        | M    | 319     | +65 vueltas             |
| 36  | LMGTE Am               | 99  | Aston Martin Racing        | Andrew Howard Liam Griffin Gary Hirsch                  | Aston Martin V8 Vantage GTE    | D    | 318     | +66 vueltas             |
| 36  | LMGTE Am               | 99  | Aston Martin Racing        | Andrew Howard Liam Griffin Gary Hirsch                  | Aston Martin 4.5 L V8          | D    | 318     | +66 vueltas             |
| 37  | LMGTE Am               | 50  | Larbre Compétition         | Yutaka Yamagishi Pierre Ragues Jean-Philippe Belloc     | Chevrolet Corvette C7.R        | M    | 316     | +68 vueltas             |
| 37  | LMGTE Am               | 50  | Larbre Compétition         | Yutaka Yamagishi Pierre Ragues Jean-Philippe Belloc     | Chevrolet LT5.5 5.5 L V8       | M    | 316     | +68 vueltas             |
| 38  |                        | 84  | SRT41 by OAK Racing        | Fréderic Sausset Christophe Tinseau Jean-Bernard Bouvet | Morgan LMP2                    | M    | 315     | +69 vueltas             |
| 38  | Nissan VK45DE 4.5 L V8 | 84  | SRT41 by OAK Racing        | Fréderic Sausset Christophe Tinseau Jean-Bernard Bouvet |                                | M    | 315     | +69 vueltas             |
| 39  | LMGTE Am               | 57  | Team AAI                   | Johnny O'Connell Mark Patterson Oliver Bryant           | Chevrolet Corvette C7.R        | M    | 306     | +78 vueltas             |
| 39  | LMGTE Am               | 57  | Team AAI                   | Johnny O'Connell Mark Patterson Oliver Bryant           | Chevrolet LT5.5 5.5 L V8       | M    | 306     | +78 vueltas             |
| 40  | LMGTE Pro              | 67  | Ford Chip Ganassi Team UK  | Andy Priaulx Marino Franchitti Harry Tincknell          | Ford GT                        | M    | 306     | +78 vueltas             |
| 40  | LMGTE Pro              | 67  | Ford Chip Ganassi Team UK  | Andy Priaulx Marino Franchitti Harry Tincknell          | Ford EcoBoost 3.5 L Turbo V6   | M    | 306     | +78 vueltas             |
| 41  | LMGTE Am               | 78  | KCMG                       | Christian Ried Wolf Henzler Joël Camathias              | Porsche 911 RSR                | M    | 300     | +84 vueltas             |
| 41  | LMGTE Am               | 78  | KCMG                       | Christian Ried Wolf Henzler Joël Camathias              | Porsche 4.0 L Flat-6           | M    | 300     | +84 vueltas             |
| 42  | LMP2                   | 31  | Extreme Speed Motorsports  | Ryan Dalziel Chris Cumming Pipo Derani                  | Ligier JS P2                   | D    | 297     | +87 vueltas             |
| 42  | LMP2                   | 31  | Extreme Speed Motorsports  | Ryan Dalziel Chris Cumming Pipo Derani                  | Nissan VK45DE 4.5 L V8         | D    | 297     | +87 vueltas             |
| 43  | LMGTE Am               | 55  | AF Corse                   | Duncan Cameron Aaron Scott Matt Griffin                 | Ferrari 458 Italia GT2         | M    | 289     | +94 vueltas             |
| 43  | LMGTE Am               | 55  | AF Corse                   | Duncan Cameron Aaron Scott Matt Griffin                 | Ferrari F136GT 4.5 L V8        | M    | 289     | +94 vueltas             |
| 44  | LMP2                   | 34  | Race Performance           | Nicolas Leutwiler James Winslow Shinji Nakano           | Oreca 03R                      | D    | 289     | +94 vueltas             |
| 44  | LMP2                   | 34  | Race Performance           | Nicolas Leutwiler James Winslow Shinji Nakano           | Judd HK 3.6 L V8               | D    | 289     | +94 vueltas             |
| NC  | LMP1                   | 5   | Toyota Gazoo Racing        | Anthony Davidson Sébastien Buemi Kazuki Nakajima        | Toyota TS050 Hybrid            | M    | 384     | No clasificado          |
| NC  | LMP1                   | 5   | Toyota Gazoo Racing        | Anthony Davidson Sébastien Buemi Kazuki Nakajima        | Toyota 2.4 L Turbo V6          | M    | 384     | No clasificado          |
| DNF | LMP2                   | 28  | Pegasus Racing             | Inès Taittinger Léo Roussel Rémy Striebig               | Morgan LMP2                    | M    | 292     | Fuego                   |
| DNF | LMP2                   | 28  | Pegasus Racing             | Inès Taittinger Léo Roussel Rémy Striebig               | Nissan VK45DE 4.5 L V8         | M    | 292     | Fuego                   |
| DNF | LMP2                   | 44  | Manor                      | Tor Graves Matthew Rao Roberto Merhi                    | Oreca 05                       | D    | 283     | Accidente               |
| DNF | LMP2                   | 44  | Manor                      | Tor Graves Matthew Rao Roberto Merhi                    | Nissan VK45DE 4.5 L V8         | D    | 283     | Accidente               |
| DNF | LMGTE Am               | 98  | Aston Martin Racing        | Paul Dalla Lana Pedro Lamy Mathias Lauda                | Aston Martin V8 Vantage GTE    | D    | 281     | Caja de cambios         |
| DNF | LMGTE Am               | 98  | Aston Martin Racing        | Paul Dalla Lana Pedro Lamy Mathias Lauda                | Aston Martin 4.5 L V8          | D    | 281     | Caja de cambios         |
| DNF | LMP2                   | 46  | Thiriet by TDS Racing      | Pierre Thiriet Mathias Beche Ryō Hirakawa               | Oreca 05                       | D    | 241     | Accidente               |
| DNF | LMP2                   | 46  | Thiriet by TDS Racing      | Pierre Thiriet Mathias Beche Ryō Hirakawa               | Nissan VK45DE 4.5 L V8         | D    | 241     | Accidente               |
| DNF | LMP2                   | 35  | Baxi DC Racing Alpine      | David Cheng Ho-Pin Tung Nelson Panciatici               | Alpine A460                    | D    | 234     | Accidente               |
| DNF | LMP2                   | 35  | Baxi DC Racing Alpine      | David Cheng Ho-Pin Tung Nelson Panciatici               | Nissan VK45DE 4.5 L V8         | D    | 234     | Accidente               |
| DNF | LMP2                   | 38  | G-Drive Racing             | Simon Dolan Jake Dennis Giedo van der Garde             | Gibson 015S                    | D    | 222     | Accidente               |
| DNF | LMP2                   | 38  | G-Drive Racing             | Simon Dolan Jake Dennis Giedo van der Garde             | Nissan VK45DE 4.5 L V8         | D    | 222     | Accidente               |
| DNF | LMGTE Pro              | 64  | Corvette Racing – GM       | Oliver Gavin Tommy Milner Jordan Taylor                 | Chevrolet Corvette C7.R        | M    | 219     | Accident                |
| DNF | LMGTE Pro              | 64  | Corvette Racing – GM       | Oliver Gavin Tommy Milner Jordan Taylor                 | Chevrolet LT5.5 5.5 L V8       | M    | 219     | Accident                |
| DNF | LMP1                   | 4   | ByKolles Racing Team       | Simon Trummer Pierre Kaffer Oliver Webb                 | CLM P1/01                      | D    | 206     | Motor                   |
| DNF | LMP1                   | 4   | ByKolles Racing Team       | Simon Trummer Pierre Kaffer Oliver Webb                 | AER P60 2.4 L Turbo V6         | D    | 206     | Motor                   |
| DNF | LMP1                   | 13  | Rebellion Racing           | Dominik Kraihamer Alexandre Imperatori Mathéo Tuscher   | Rebellion R-One                | D    | 200     | Inyector de combustible |
| DNF | LMP1                   | 13  | Rebellion Racing           | Dominik Kraihamer Alexandre Imperatori Mathéo Tuscher   | AER P60 2.4 L Turbo V6         | D    | 200     | Inyector de combustible |
| DNF | LMGTE Pro              | 51  | AF Corse                   | Gianmaria Bruni Alessandro Pier Guidi James Calado      | Ferrari 488 GTE                | M    | 179     | Motor                   |
| DNF | LMGTE Pro              | 51  | AF Corse                   | Gianmaria Bruni Alessandro Pier Guidi James Calado      | Ferrari F154CB 3.9 L Turbo V8  | M    | 179     | Motor                   |
| DNF | LMGTE Pro              | 71  | AF Corse                   | Davide Rigon Andrea Bertolini Sam Bird                  | Ferrari 488 GTE                | M    | 143     | Rueda                   |
| DNF | LMGTE Pro              | 71  | AF Corse                   | Davide Rigon Andrea Bertolini Sam Bird                  | Ferrari F154CB 3.9 L Turbo V8  | M    | 143     | Rueda                   |
| DNF | LMGTE Pro              | 92  | Porsche Motorsport         | Frédéric Makowiecki Jörg Bergmeister Earl Bamber        | Porsche 911 RSR                | M    | 140     | Suspensión              |
| DNF | LMGTE Pro              | 92  | Porsche Motorsport         | Frédéric Makowiecki Jörg Bergmeister Earl Bamber        | Porsche 4.0 L Flat-6           | M    | 140     | Suspensión              |
| DNF | LMGTE Pro              | 91  | Porsche Motorsport         | Patrick Pilet Kévin Estre Nick Tandy                    | Porsche 911 RSR                | M    | 135     | Motor                   |
| DNF | LMGTE Pro              | 91  | Porsche Motorsport         | Patrick Pilet Kévin Estre Nick Tandy                    | Porsche 4.0 L Flat-6           | M    | 135     | Motor                   |
| DNF | LMP2                   | 47  | KCMG                       | Tsugio Matsuda Richard Bradley Matthew Howson           | Oreca 05                       | D    | 116     | Eléctrico               |
| DNF | LMP2                   | 47  | KCMG                       | Tsugio Matsuda Richard Bradley Matthew Howson           | Nissan VK45DE 4.5 L V8         | D    | 116     | Eléctrico               |
| DNF | LMGTE Am               | 89  | Proton Competition         | Leh Keen Marc Miller                                    | Porsche 911 RSR                | M    | 50      | Accidente               |
| DNF | LMGTE Am               | 89  | Proton Competition         | Leh Keen Marc Miller                                    | Porsche 4.0 L Flat-6           | M    | 50      | Accidente               |

Fuentes: FIA WEC.